# Juan de Villaseñor
El capitán Juan de Villaseñor Orozco y Tovar (1500, Castillo de Uclés, Reino de Castilla - 1576, Hacienda de Queréndaro, Michoacán, Nueva España) fue un militar y funcionario de la corona de Castilla, conquistador-pacificador de Michoacán, visitador de la Nueva España y cofundador de la ciudad de Valladolid (hoy Morelia), así como de Villa Morelos y Huáscato. Férreo opositor de Nuño Beltrán de Guzmán, es considerado una de las figuras centrales en la composición política del occidente novohispano. Fue el genearca de la Casa de Villaseñor novohispana, y ancestro, entre otros, del emperador Agustín I, de Miguel Hidalgo y Costilla y del actor Eugenio Derbez. Asimismo, fue hermano del capitán Francisco de Orozco, conquistador de Tenochtitlán y fundador de la ciudad de Antequera (actual Oaxaca).

## Origen familiar
Nació en torno al año de 1500 en la fortaleza de Torrubia de Uclés (actual Torrubia del Campo), en el seno de un linaje nobiliario vinculado a la milicia, especialmente a la Orden de Santiago. Fue el tercer hijo de don Diego de Villaseñor, alcaide de la fortaleza-convento de Vélez y del castillo de Uclés (entonces sede de la misma orden), y de doña Guiomar de Orozco y Sandoval (a su vez hija de don Diego de Orozco, comendador de Pozorrubio, y de doña Guiomar Gutiérrez de Sandoval). Hermano de su padre fue el comendador de Molina, don Fernando de Villaseñor, III señor de Villanueva de Alacardete, señorío que más tarde recaería en su hermano mayor, don Diego de Villaseñor y Orozco, V señor de Villanueva de Alcardete, a la muerte de su prima doña Aldonza de Villaseñor, IV señora, casada con Felipe Vázquez de Acuña (sin descendencia). También fue hermano del capitán Francisco de Orozco, quien en 1518, tras haber servido en las guerras de Italia, pasó a Cuba, donde se unió como capitán de la artillería en la expedición de Hernán Cortés que culminaría en la conquista de Tenochtitlán, participando también en la conquista de Oaxaca, y cofundando la villa de Antequera (actual Oaxaca de Juárez) en el año 1522.  

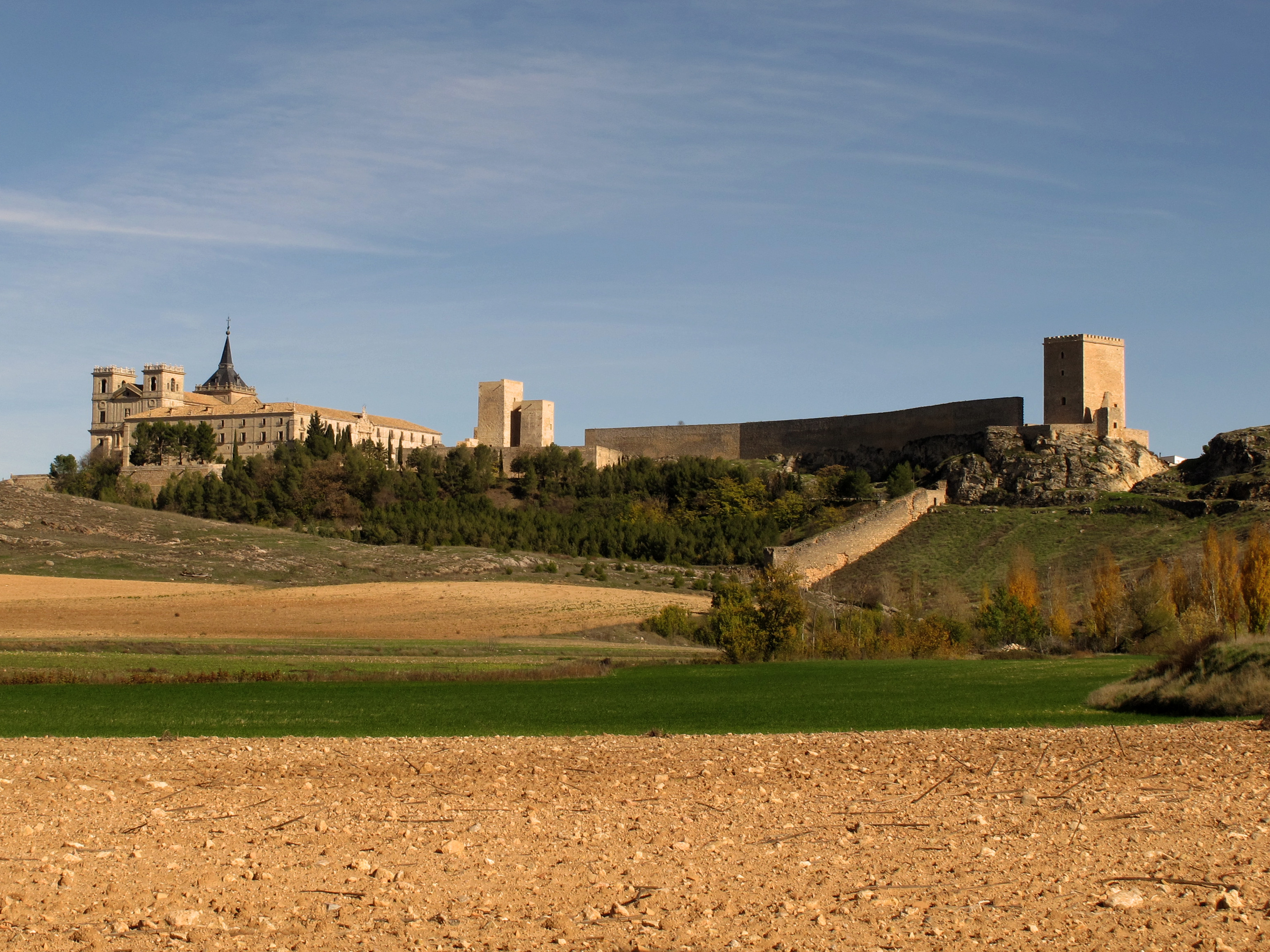
Monasterio de Uclés y restos del antiguo Castillo de Uclés

A petición de sus tres hijos, su padre tramitó y ganó ejecutoria de nobleza e hidalguía en la Real Chancillería de Granada el 23 de julio de 1529, probando en ella ser hijo de don Diego de Villaseñor y Tovar, también alcaide de la fortaleza-convento de Vélez, llamado "el de Burgos" (por haber pasado de Burgos a Toledo en compañía del infante don Enrique), y de su esposa doña Isabel Alfonso de Villaseñor (perteneciente a una rama del mismo linaje establecida en Miguel Esteban, mencionada por Miguel de Cervantes en "Los Trabajos de Persiles y Sigismunda").  Don Diego de Villaseñor y Tovar "el de Burgos" fue hijo de don Juan de Villaseñor y Serones, comendador de la Orden de Santiago y alcaide del alcázar de Zaragoza, y de doña Elvira de Tovar y Enríquez, a su vez hija de don Juan de Tovar, IV señor de Berlanga y de doña Constanza Enríquez de Mendoza (hija de don Alfonso Enríquez, almirante mayor de Castilla, por tanto prima hermana de la reina Juana Enríquez, madre del rey Fernando el Católico). Padres de Juan de Villaseñor y Serones fueron don Fernán de Villaseñor y Tapia, alcaide de la fortaleza-convento de Calatrava y doña María Seronis o Serones (también padres de otro Diego de Villaseñor y Serones, alcaide del Real Alcázar de Segovia en 1448), sus abuelos, don Fernán Alfonso de Villaseñor y doña Aldonza Gutiérrez de Tapia, y sus bisabuelos don Alfonso Fernández de Villaseñor, noble leonés al servicio de Enrique III de Castilla, y doña Elvira Osórez, hija de Fernando Osórez, maestre de la Orden de Santiago.   

## Actuación en laNueva España
Se desconoce la fecha exacta de su llegada a América, aunque se supone posterior a la de su hermano Francisco de Orozco, quien ya se encontraba en Cuba en 1518 y formó parte de la expedición de Hernán Cortés que culminaría en la conquista del huey-tlatoanato tenochca (mencionado por Bernal Díaz del Castillo).

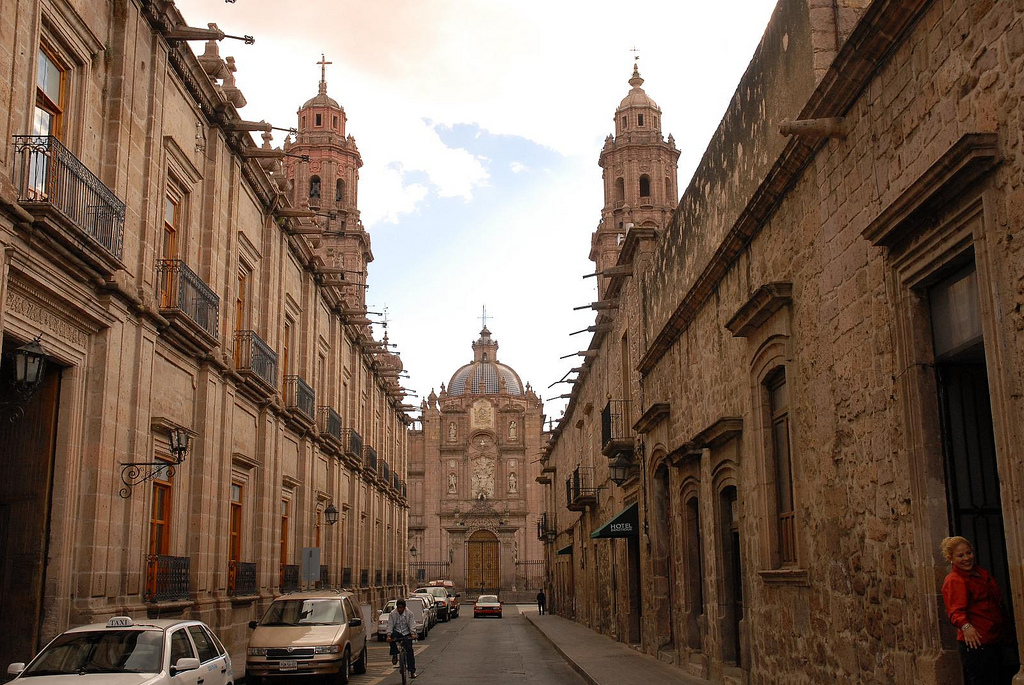
Ciudad de Morelia, cofundada por don Juan de Villaseñor

En 1526 el ayuntamiento de la Ciudad de México le otorgó un solar en la Calle del Agua para que edificara sus casas junto al del conquistador Juan Jaramillo y La Malinche. 

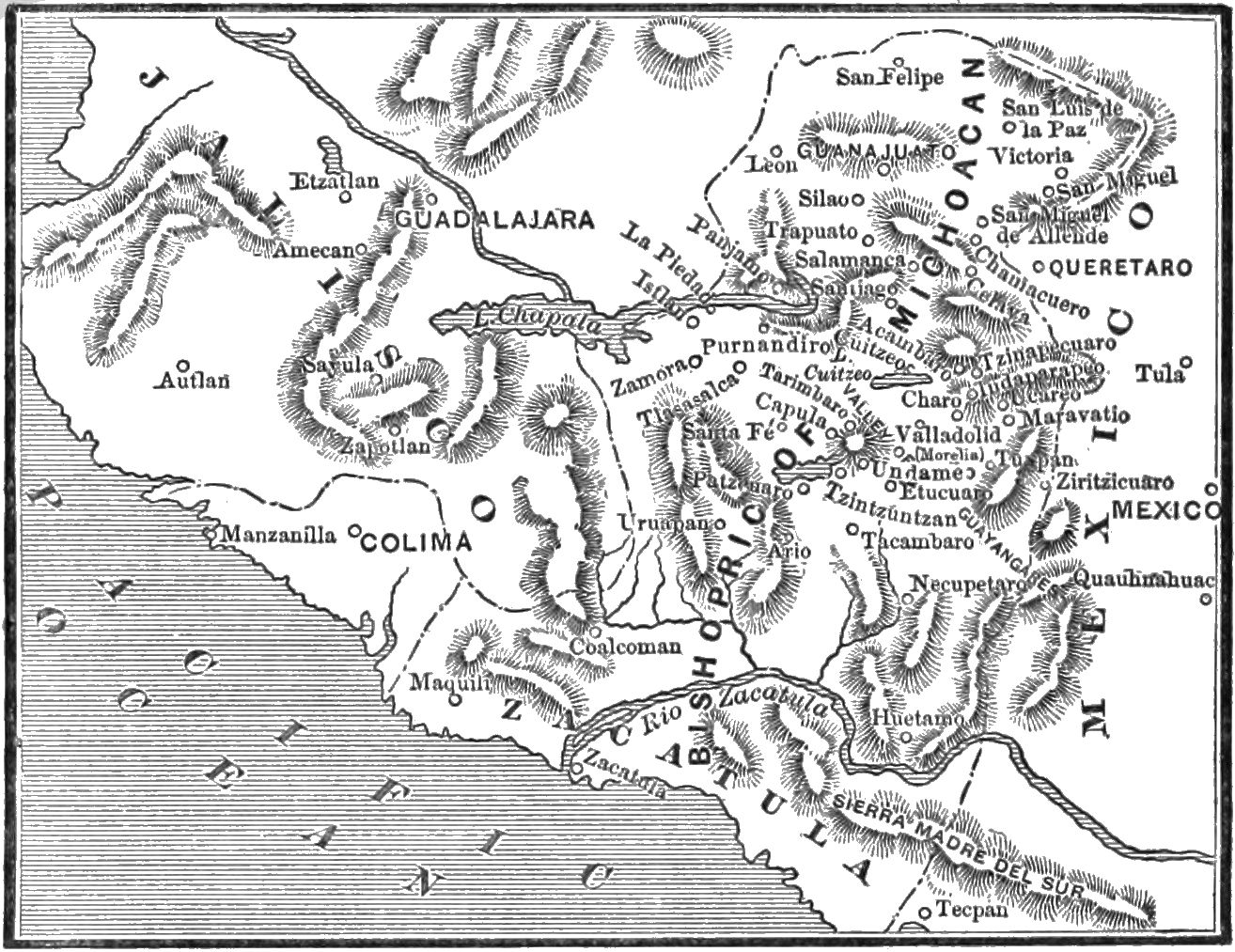
Mapa de la antigua Provincia de Michoacán

A través de las relaciones de méritos y servicios de diversos miembros de su familia, sabemos que fue "pacificador" de los chichimecas, participando en numerosas campañas como las de Suchitlán, y que estuvo pronto a perder la vida en el cerro de Tultilán.
Recibió las encomiendas de Guango, Puruándiro, Necupétaro, Conguripo, Zinapécuaro, Tengancícuaro, Guándaro, Tirimácuaro, Chapatiro, Cherecho, Pénjamo, Nuramán, los Ayos, entre otras.
Fungió en dos ocasiones como visitador general del virreinato de la Nueva España, aunque otros autores apuntan a que tan sólo lo habría sido de la provincia de Michoacán. 
En 1531 recibió el encargo de la Real Audiencia de Guadalajara de inspeccionar la provincia de Michoacán en busca de sitios idóneos para el establecimiento de nuevas villas de españoles. Propuso entonces el valle de Guayangareo para la fundación de una villa (cuyo poblamiento no se hizo inmediatamente efectivo).
En 1535 fue investido por el virrey Antonio de Mendoza como uno de los tres jueces de comisión para la fundación de la Villa de Michoacán, más tarde llamada Villa de Guayangareo, finalmente rebautizada en 1577 como Valladolid y en el siglo XIX como Morelia, estableciéndose en ella como uno de sus principales pobladores.   
Fue un férreo opositor a Nuño Beltrán de Guzmán, disputando con él la pertenencia de los pueblos de Ayo el Chico, Ayo el Grande,  Huáscato, Huascatillo, Acuibazo, Tecato entre otros a la jurisdicción de Michoacán en vez de la de la Nueva Galicia, controlada entonces por Guzmán.  
En 1544, agregó también otros pueblos a la jurisdicción de la provincia de Michoacán por merced de Francisco Vázquez de Coronado, entonces gobernador del Reino de la Nueva Galicia. 
Fue gran promotor de los monasterios agustinos de la provincia de San Nicolás Tolentino en Michoacán (él mismo colocó la primera piedra del monasterio de Guango en 1550). 
Fundó una capellanía colectiva de misas sobre su hacienda de Querámbaro.
Murió en su hacienda de Tacámbaro el 24 de mayo de 1576.
Fue sepultado en la iglesia del convento de Guango. 
En su testamento, entre otras disposiciones, dejó una cantidad de dinero para hacerla llegar a los hijos de su tío Francisco de Orozco, alguacil mayor de la Inquisición de Toledo.

## Matrimonios y descendencia
En 1532 casó en primeras nupcias en Michoacán con Catalina de Cervantes Saavedra y Andrada (1519, Sevilla), hija del conquistador don Leonel de Cervantes, comendador en la Orden de Santiago, regidor y alcalde ordinario de la Ciudad de México (compañero de armas de su hermano Francisco de Orozco en la conquista de la Tenochtitlán) y de su mujer doña Leonor de Andrada y Lara (ambos progenitores de la Casa de Cervantes novohispana). 
Fueron padres de: 

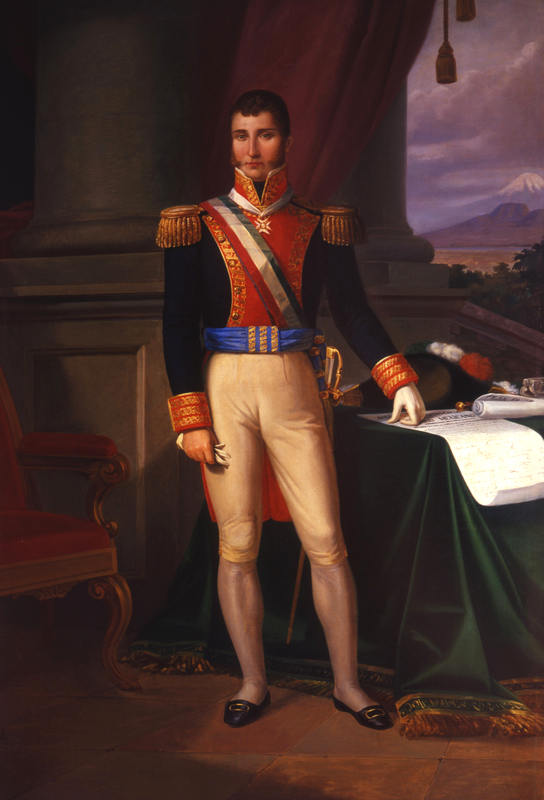
Retrato del emperador Agustín de Iturbide.

- Guiomar de Villaseñor y Cervantes (c. 1534, Hacienda de Guango). Casó con don Juan Gutiérrez de Bocanegra, hijo de don Diego Gutiérrez-Flores de la Cavallería (cuñado del gobernador Alonso de Estrada) y de doña Isabel Messía de Bocanegra. Con sucesión.
- Juan de Villaseñor y Cervantes (1535), II encomendero de Guango y Puruándiro, etc. Casó con doña Catalina Corona (n. Extremadura). De este matrimonio descendieron el emperador Agustín de Iturbide, la primera condesa de San Mateo de Valparaíso (primera esposa del primer conde), entre otros.
- Francisco de Villaseñor y Cervantes (1536, Hacienda de Guango - 1608), también llamado Francisco de Orozco y Tovar. Tras realizar estudios en la Universidad de Alcalá de Henares, casó en Sevilla con doña Leonisia de Gasca y Reus, hija de don Rafael de Reus y de doña Ana de Gasca y Monterreal. De este matrimonio descendieron los condes de la Valenciana, condes de Casa Rul y condes de Pérez-Gálvez, así como los Villaseñor de los mayorazgos de Huejotitán y de Santa Rosa y Lagunillas, los últimos sucesores del mayorazgo de Jasso novohispano (Villaseñor-Jasso), los condes de Miravalle (a partir del III conde) así como los condes y luego duques de Regla (a partir del II conde), así como Miguel Hidalgo y Costilla, el cardenal José Garibi Rivera, arzobispo de Guadalajara (primer cardenal mexicano), entre otros.
- María de Villaseñor (1538). Casó con García de Contreras y Figueroa. Con sucesión.
- Magdalena de Villaseñor y Cervantes (1540, Ciudad de México), fallecida en la infancia.
- Lucas de Villaseñor (1541, Ciudad de México)
- Diego de Villaseñor (1543, Ciudad de México). Casó con Jerónima de Ávalos y Gómez de Jerez. Con sucesión.
- Gonzalo de Villaseñor y Cervantes.

Viudo de Catalina de Cervantes, casó en segundas nupcias (c. 1548) con Isabel de Mérida, natural de Torrubia de Uclés (c.1520).  
Fueron padres de: 
- Gabriel de Villaseñor y Mérida (c. 1550).

## Ancestros
|  |                                                                                        |  |  |  |  |  |  |  |  |  |  |  |  |  |  |  |
|  | 16. Fernán de Villaseñor, comendador de Santiago, alcaide de la fortaleza de Calatrava |  |  |  |  |  |  |  |  |  |  |  |  |  |  |  |
|  |                                                                                        |  |  |  |  |  |  |  |  |  |  |  |  |  |  |  |
|  |                                                                                        |  |  |  |  |  |  |  |  |  |  |  |  |  |  |  |
|  | 8. Juan de Villaseñor y Serones, alcaide de la fortaleza de Zaragoza                   |  |  |  |  |  |  |  |  |  |  |  |  |  |  |  |
|  |                                                                                        |  |  |  |  |  |  |  |  |  |  |  |  |  |  |  |
|  |                                                                                        |  |  |  |  |  |  |  |  |  |  |  |  |  |  |  |
|  | 4. Diego de Villaseñor y Tovar, alcaide del convento-fortaleza de Vélez                |  |  |  |  |  |  |  |  |  |  |  |  |  |  |  |
|  |                                                                                        |  |  |  |  |  |  |  |  |  |  |  |  |  |  |  |
|  |                                                                                        |  |  |  |  |  |  |  |  |  |  |  |  |  |  |  |
|  | 9. María Elvira Tovar y Enríquez                                                       |  |  |  |  |  |  |  |  |  |  |  |  |  |  |  |
|  |                                                                                        |  |  |  |  |  |  |  |  |  |  |  |  |  |  |  |
|  |                                                                                        |  |  |  |  |  |  |  |  |  |  |  |  |  |  |  |
|  | 2. Diego de Villaseñor y Tovar, alcaide del castillo de Uclés                          |  |  |  |  |  |  |  |  |  |  |  |  |  |  |  |
|  |                                                                                        |  |  |  |  |  |  |  |  |  |  |  |  |  |  |  |
|  |                                                                                        |  |  |  |  |  |  |  |  |  |  |  |  |  |  |  |
|  | 5. Isabel Alfonso de Villaseñor y Gutiérrez de Tapia                                   |  |  |  |  |  |  |  |  |  |  |  |  |  |  |  |
|  |                                                                                        |  |  |  |  |  |  |  |  |  |  |  |  |  |  |  |
|  |                                                                                        |  |  |  |  |  |  |  |  |  |  |  |  |  |  |  |
|  | 1. Juan de Villaseñor Orozco y Tovar                                                   |  |  |  |  |  |  |  |  |  |  |  |  |  |  |  |
|  |                                                                                        |  |  |  |  |  |  |  |  |  |  |  |  |  |  |  |
|  |                                                                                        |  |  |  |  |  |  |  |  |  |  |  |  |  |  |  |
|  | 12. Gonzalo de Orozco                                                                  |  |  |  |  |  |  |  |  |  |  |  |  |  |  |  |
|  |                                                                                        |  |  |  |  |  |  |  |  |  |  |  |  |  |  |  |
|  |                                                                                        |  |  |  |  |  |  |  |  |  |  |  |  |  |  |  |
|  | 6. Diego de Orozco y Coronado, comendador de Pozorrubio                                |  |  |  |  |  |  |  |  |  |  |  |  |  |  |  |
|  |                                                                                        |  |  |  |  |  |  |  |  |  |  |  |  |  |  |  |
|  |                                                                                        |  |  |  |  |  |  |  |  |  |  |  |  |  |  |  |
|  | 13. Margarita García de Coronado                                                       |  |  |  |  |  |  |  |  |  |  |  |  |  |  |  |
|  |                                                                                        |  |  |  |  |  |  |  |  |  |  |  |  |  |  |  |
|  |                                                                                        |  |  |  |  |  |  |  |  |  |  |  |  |  |  |  |
|  | 3. Guiomar De Orozco y Sandoval                                                        |  |  |  |  |  |  |  |  |  |  |  |  |  |  |  |
|  |                                                                                        |  |  |  |  |  |  |  |  |  |  |  |  |  |  |  |
|  |                                                                                        |  |  |  |  |  |  |  |  |  |  |  |  |  |  |  |
|  | 14. Pedro Serrano de Sandoval                                                          |  |  |  |  |  |  |  |  |  |  |  |  |  |  |  |
|  |                                                                                        |  |  |  |  |  |  |  |  |  |  |  |  |  |  |  |
|  |                                                                                        |  |  |  |  |  |  |  |  |  |  |  |  |  |  |  |
|  | 7. Guiomar Gutiérrez de Sandoval                                                       |  |  |  |  |  |  |  |  |  |  |  |  |  |  |  |
|  |                                                                                        |  |  |  |  |  |  |  |  |  |  |  |  |  |  |  |
|  |                                                                                        |  |  |  |  |  |  |  |  |  |  |  |  |  |  |  |
|  | 15. Catalina Fernández                                                                 |  |  |  |  |  |  |  |  |  |  |  |  |  |  |  |
|  |                                                                                        |  |  |  |  |  |  |  |  |  |  |  |  |  |  |  |
|  |                                                                                        |  |  |  |  |  |  |  |  |  |  |  |  |  |  |  |